# Barabas (singolo)
Barabas è il terzo singolo estratto dall'album A New Stereophonic Sound Spectacular della band Hooverphonic.

## Tracce
1. Barabas
2. Someone